# وادوی
وادوی (به هلندی: Wadway) یک منطقهٔ مسکونی در هلند است که در میدم‌بلیک واقع شده‌است. وادوی ۴۲۰ نفر جمعیت دارد.